# Маштоц (книга)

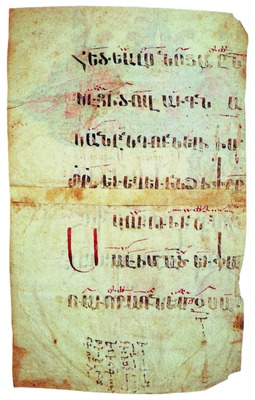
Текст з хазовими нотаціями, рукопис «Маштоца» X століття

Маштоц (вірм. Մաշտոց) — богослужбова книга Вірменської апостольської церкви, яка містить канони церковних обрядів, чинослідування таїнств та інших священнодійств, а також спеціальні молитви і благословення. Аналог «Требника».
Був складений в кінці IX століття католикосом Маштоцом Єгівардеці. До подальшого збагачення змісту долучились Григор Мартиролюб, Нерсес Шноралі, Григор Татеваці та інші. Крім проповідей і молитов вірменських авторів до збірки увійшли також переклади творів Василія Кесарійського, Григорія Назіанзина, Єфрема Сирина та Кирила Єрусалимського. За змістом розрізняють три види
1. «Покр Маштоц» (вірм. Փոքր Մաշտոց, Малий Маштоц) або «Ардзерн Маштоц» (вірм. Առձեռն Մաշտոց, Маштоц під рукою) — включає обряди, що здійснюються ієреями (хрещення, миропомазання, шлюб, поховання померлих, звичайні благословення тощо).
2. «Майр Маштоц» (вірм. Մայր Մաշտոց, Мати Маштоц) — включає здійснювані єпископами обряди і благословення (хіротонії, освячення церков, поховання священнослужителів тощо).
3. «Айр Маштоц» (вірм. Հայր Մաշտոց, Батько Маштоц) — включає обряди і благословення католикосів (помазання царів, рукопокладення в єпископи, благословення мира тощо).

«Майр Маштоц» і «Айр Маштоц» разом іменуються також «Мец Маштоц» (вірм. Մեծ Մաշտոց, Великий Маштоц) або «Маштоц Дзернадрутян» (вірм. Մաշտոց Ձեռնադրության, «Маштоц рукопокладення»).

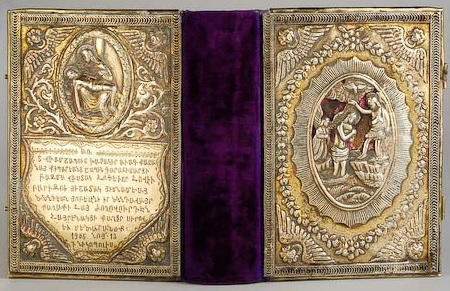
Оклад «Маштоца» 1905 року

У Маштоцах міститься багатий музичний матеріал, висхідний до Псалтиря. Зазнавши протягом століть значної еволюції, у XIV—XV століттях збірник включав вже не тільки псалми і шаракани, але, поряд з аналогічними духовними піснеспівами, в ньому з'явилися таги, гандзи і вохби світського змісту. В рукописах основний текст, як правило, переривається нотованими піснями і гімнами.

Зберігся в численних рукописах, найкращим з яких, з художньої точки зору, вважається ілюстрований Торосом Росліном рукопис 1266 року. Вперше опублікований Абгар Дпіром 1569 року в Константинополі, існують також кілька ранніх видань XVII століття.

Мініатюри з «Маштоца» Тороса Росліна, 1266 рік
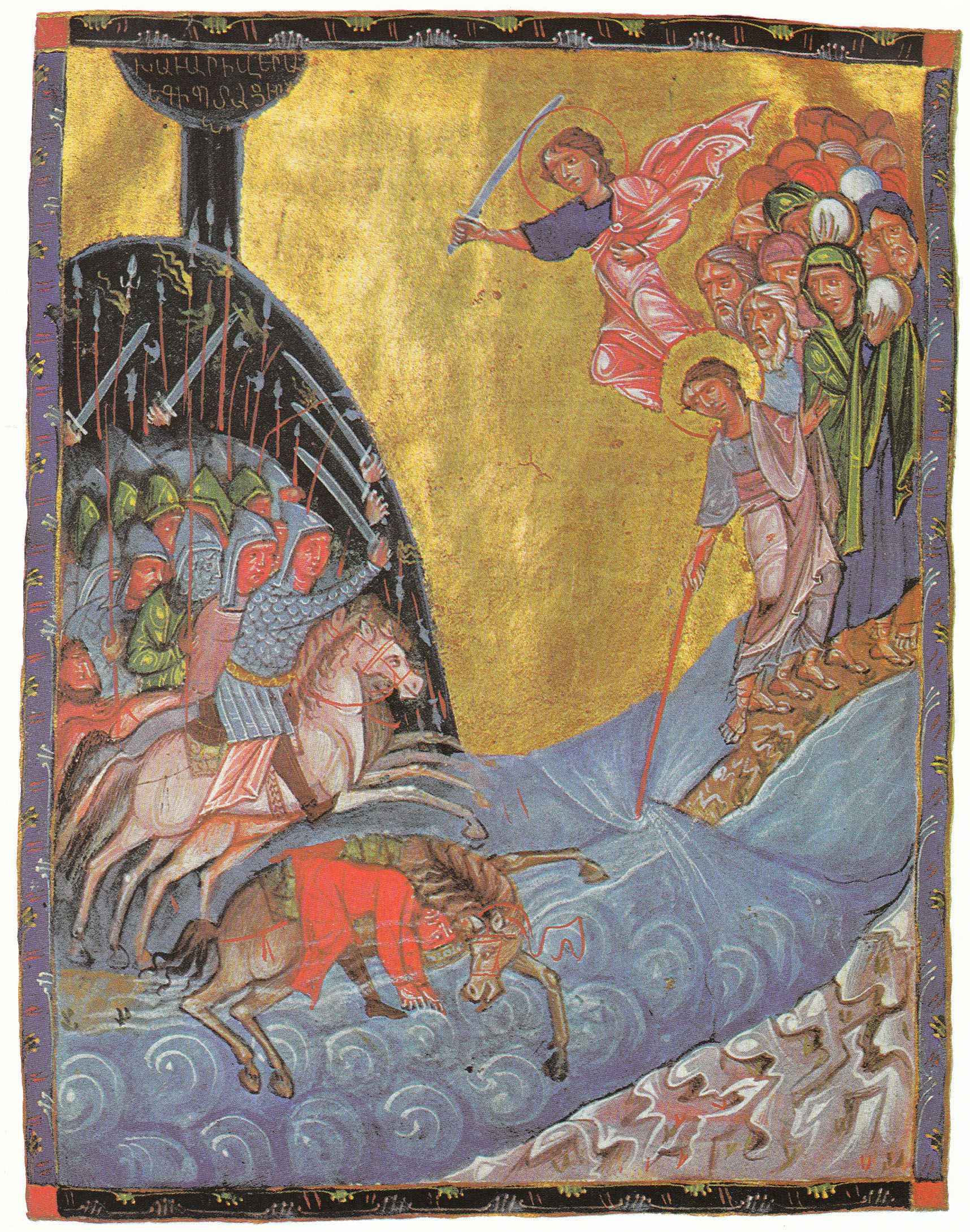
Перехід через Червоне море
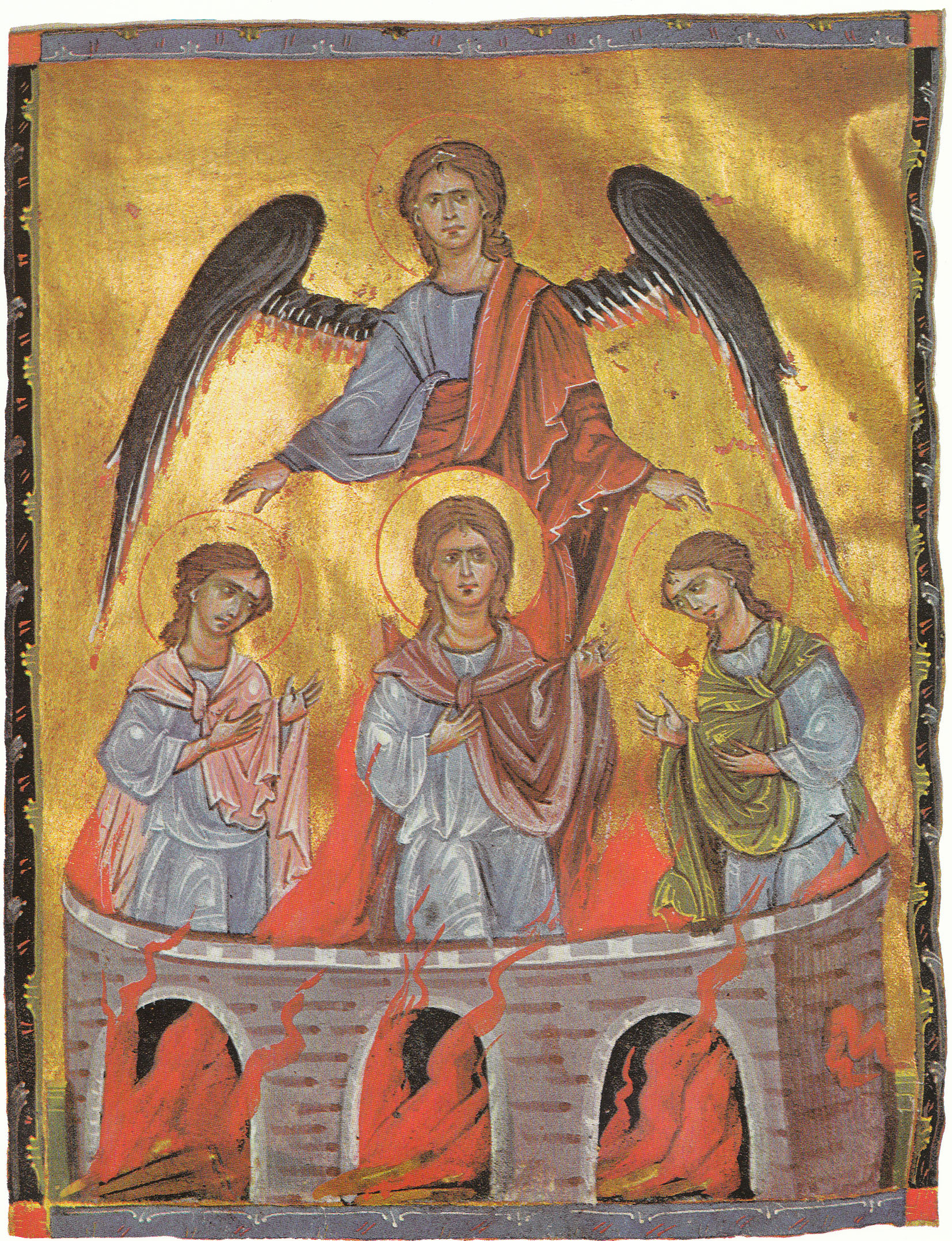
Архангел Михаїл і три юнаки
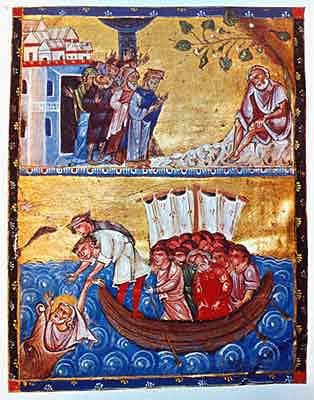
Пророк Йона і жителі Ніневії
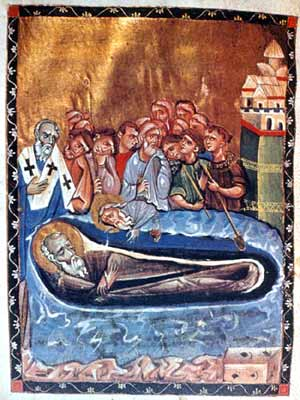
Смерть апостола Івана